# Liste der Baudenkmäler in Aufseß
Auf dieser Seite sind die Baudenkmäler in der oberfränkischen Gemeinde Aufseß zusammengestellt. Diese Tabelle ist eine Teilliste der Liste der Baudenkmäler in Bayern. Grundlage ist die Bayerische Denkmalliste, die auf Basis des Bayerischen Denkmalschutzgesetzes vom 1. Oktober 1973 erstmals erstellt wurde und seither durch das Bayerische Landesamt für Denkmalpflege geführt wird. Die folgenden Angaben ersetzen nicht die rechtsverbindliche Auskunft der Denkmalschutzbehörde.

## Baudenkmäler nach Gemeindeteilen

### Aufseß
| Lage                                                                  | Objekt | Beschreibung | Akten-Nr.              | Bild                                 |
| --------------------------------------------------------------------- | --- | --- | ---------------------- | ------------------------------------ |
| Am Weiher 79 (Standort)                                               | Ehemaliges Amtshaus                                                                                                   | Traufständiger, zweigeschossiger Halbwalmdachbau, Fachwerkobergeschoss, 18. Jahrhundert | D-4-72-115-1 Wikidata  | weitere Bilder                       |
| Baumzeil (Standort)                                                   | Gedenkstein an die Anlage der Allee durch Kuno Freiherrn von und zu Aufseß                                            | Kalksteinfindling mit Marmortafel, bezeichnet „1874/75“ | D-4-72-115-24 Wikidata | BW                                   |
| Brunnengasse 35 (Standort)                                            | Wohnhaus | Zweigeschossiger, traufständiger Satteldachbau mit Zwerchgiebel, um 1850 | D-4-72-115-21 Wikidata | BW                                   |
| Brunnengasse 35 (Standort)                                            | Nebengebäude | Ehemalige Gerberei, eingeschossiger, traufständiger Satteldachbau, Fachwerk auf Sandsteinsockel, um 1850 | D-4-72-115-21 Wikidata | BW                                   |
| Brunnengasse 35 (Standort)                                            | Nebengebäude | Ehemalige Gerberei, eingeschossiger, traufständiger Satteldachbau, Fachwerk auf Sandsteinsockel, um 1850 | D-4-72-115-21 Wikidata | BW                                   |
| Föhrenteich (Standort)                                                | Jüdischer Friedhof | rechteckige, baumbestandene Anlage, mit 143 Grabsteinen, 1722 angelegt, letzte Bestattung 1938; am Föhrenteich westlich außerhalb von Aufseß                                                                                             | D-4-72-115-25          | BW                                   |
| Schloßberg 92 (Standort)                                              | Schloss Unteraufseß                                                                                                   | Dreigeschossiger gewinkelter Halbwalmdachbau, drei runde Ecktürme mit Zwiebelhaube, hofseitig Treppenturm, 1677 nach Zerstörung Wiederherstellung und Neubau des Ostflügels, Hauskapelle im Südflügel 1840 eingerichtet; mit Ausstattung | D-4-72-115-2 Wikidata  | weitere Bilder                       |
| Schloßberg 92 (Standort)                                              | Schloss Unteraufseß, Bergfried                                                                                        | Quadratischer Bruchsteinturm mit Zeltdach, mittelalterlich, Meingotzhaus, zweigeschossiger Satteldachbau, 12. Jahrhundert | D-4-72-115-2 Wikidata  | weitere Bilder                       |
| Schloßberg 92 (Standort)                                              | Schloss Unteraufseß, Torbau                                                                                           | Mit Wappen, um 1700 | D-4-72-115-2 Wikidata  | weitere Bilder                       |
| Schloßberg 92 (Standort)                                              | Schloss Unteraufseß, ehemalige Vogtei                                                                                 | Zweigeschossiger Satteldachbau, Vorbau mit Fachwerkobergeschoss und Walmdach, bezeichnet „1883“ | D-4-72-115-2 Wikidata  | weitere Bilder                       |
| Schloßberg 92 (Standort)                                              | Schloss Unteraufseß, ummauerter innerer Burgbereich                                                                   | Im Kern auf das 12. Jahrhundert zurückgehend | D-4-72-115-2 Wikidata  | weitere Bilder                       |
| Schloßberg 92 1/2 (Standort)                                          | Evangelisch-lutherische Pfarrkirche                                                                                   | Saalbau mit Pilastergliederung und Walmdach, Dachreiter mit Spitzhelm, 1740/42 als Schlosskapelle im Burghof errichtet; mit Ausstattung                                                                                                  | D-4-72-115-18 Wikidata | weitere Bilder                       |
| Schloßberg 92 1/2 (Standort)                                          | Evangelisch-lutherische Pfarrkirche, neugotische Nische mit Skulptur des Freiherrn Hans von und zu Aufseß (1801–1872) | An der Südwand; letztes Viertel 19. Jahrhundert | D-4-72-115-18 Wikidata | weitere Bilder                       |
| Schloßberg 93 (Standort)                                              | Pfarrhaus | Zweigeschossiger Walmdachbau, Fachwerkobergeschoss, 18. Jahrhundert | D-4-72-115-3 Wikidata  | Pfarrhaus                            |
| Schloßberg 108 (Standort)                                             | Wohnhaus | Gesockelter, zweigeschossiger Walmdachbau, Fachwerkobergeschoss, 18. Jahrhundert | D-4-72-115-4 Wikidata  | Wohnhaus                             |
| Unterer Schloßberg 76; Nähe Schloßberg; Unterer Schloßberg (Standort) | Wohnhaus | Zweigeschossiger Walmdachbau mit verputztem Fachwerkobergeschoss, bezeichnet „1766“ | D-4-72-115-5 Wikidata  | weitere Bilder                       |
| Unterer Schloßberg 76; Nähe Schloßberg; Unterer Schloßberg (Standort) | Tor der ehemaligen äußeren Burgmauer                                                                                  | Bruchsteinmauerwerk | D-4-72-115-5 Wikidata  | Tor der ehemaligen äußeren Burgmauer |
| Unterer Schloßberg 76; Nähe Schloßberg; Unterer Schloßberg (Standort) | Scheune | Satteldachbau mit Fachwerkobergeschoss, 18./19. Jahrhundert | D-4-72-115-5 Wikidata  | BW                                   |

### Heckenhof
| Lage                                 | Objekt                                       | Beschreibung                                                                 | Akten-Nr.             | Bild           |
| ------------------------------------ | -------------------------------------------- | ---------------------------------------------------------------------------- | --------------------- | -------------- |
| Heckenhof 1; In Heckenhof (Standort) | Ehemaliger Rittersitz, jetzt Gasthaus        | Zweigeschossiger Satteldachbau mit Fachwerkgiebel, 18. Jahrhundert           | D-4-72-115-6 Wikidata | weitere Bilder |
| Heckenhof 1; In Heckenhof (Standort) | Ehemaliger Rittersitz, Rest eines Rundturmes | Mit Zeltdach als Backofen ausgebaut, 18. Jahrhundert                         | D-4-72-115-6 Wikidata | BW             |
| Heckenhof 1; In Heckenhof (Standort) | Ehemaliger Rittersitz, Scheune               | Frackdachbau mit reichem Fachwerkgiebel, Bruchsteinsockel, bezeichnet „1786“ | D-4-72-115-6 Wikidata | BW             |

### Hochstahl
| Lage                    | Objekt                  | Beschreibung | Akten-Nr.              | Bild                    |
| ----------------------- | ----------------------- | --- | ---------------------- | ----------------------- |
| Hochstahl 11 (Standort) | Katholische Pfarrkirche | Saalbau aus Granitquadern mit Satteldach und oktogonalem Chorturm, bezeichnet „1919“; mit Ausstattung des 18. und 19. Jahrhunderts Türrahmung an der Nordseite bezeichnet „1629“, dort auch Türsturz bezeichnet „1630“ | D-4-72-115-7 Wikidata  | Katholische Pfarrkirche |
| Hochstahl 12 (Standort) | Pfarrhaus               | Zweigeschossiger Walmdachbau mit Ecklisenen, um 1770 | D-4-72-115-19 Wikidata | Pfarrhaus               |

### Neuhaus
| Lage                               | Objekt                               | Beschreibung | Akten-Nr.              | Bild           |
| ---------------------------------- | ------------------------------------ | --- | ---------------------- | -------------- |
| Bergstraße 10 (Standort)           | Ehemaliges Schulhaus                 | Zweigeschossiger Sattel- und Walmdachbau mit Lisenengestell, Fenstergewände, 1912, erweitert                                                                     | D-4-72-115-20 Wikidata | BW             |
| Bergstraße 21 a (Standort)         | Ehemaliges Brauhaus                  | Eineinhalbgeschossiger Halbwalmdachbau aus Bruchstein, einseitig abgeschleppt, bezeichnet „1819“                                                                 | D-4-72-115-11 Wikidata | BW             |
| Bergstraße 48 (Standort)           | Katholische Pfarrkirche St. Matthäus | Saalbau mit Walmdach, Dachreiter mit Spitzhelm, Ecklisenen aus Werkstein, 1835–36; mit Ausstattung                                                               | D-4-72-115-9 Wikidata  | weitere Bilder |
| Hutäcker 1 (Standort)              | Gedenkstein, sogenannter Russenstein | Kalkstein mit Reliefkreuz, wohl 18. Jahrhundert | D-4-72-115-8 Wikidata  | weitere Bilder |
| Langer Berg; Straßäcker (Standort) | Wegkreuz                             | reliefierte Sandsteinstele auf Plinthe mit rundem Abschluss und bekrönendem, polychrom gefassten Eisenkreuz im Stil der Neogotik, wohl 2. Hälfte 19. Jahrhundert | D-4-72-115-27          | BW             |

### Oberaufseß
| Lage                    | Objekt                                     | Beschreibung | Akten-Nr.              | Bild           |
| ----------------------- | ------------------------------------------ | --- | ---------------------- | -------------- |
| Betzbühl (Standort)     | Hugoturm                                   | Rundturm auf Steinpodest mit Treppe, das Untergeschoss aus Quadermauerwerk, Obergeschosse aus glattem Kalkstein, ehemalige Aussichtsplattform verloren, bezeichnet „1883“ | D-4-72-115-13 Wikidata | weitere Bilder |
| Oberaufseß 1 (Standort) | Schloss Oberaufseß, Wohnhaus               | Dreigeschossiger Halbwalmdachbau, 1690, um 1780 umgebaut | D-4-72-115-12 Wikidata | weitere Bilder |
| Oberaufseß 1 (Standort) | Schloss Oberaufseß, Wohnhaus               | Zwei- und dreigeschossiger, historistischer Walmdach- und Halbwalmdachbau mit Türmchen, Sandsteinquader, Sonnenuhr, 1890                                                  | D-4-72-115-12 Wikidata | BW             |
| Oberaufseß 1 (Standort) | Schloss Oberaufseß, Ökonomiegebäude        | Eingeschossige Satteldachbauten, erste Hälfte 19. Jahrhundert | D-4-72-115-12 Wikidata | BW             |
| Oberaufseß 1 (Standort) | Schloss Oberaufseß, Speicher               | Dreigeschossiger Satteldachbau, Fachwerk mit doppelten Mann-Figuren, um 1900                                                                                              | D-4-72-115-12 Wikidata | BW             |
| Oberaufseß 1 (Standort) | Schloss Oberaufseß, Ummauerung mit Torhaus | Dreigeschossiger Walmdachbau mit Glockenturm, 1690, Ecktürme mit Kegeldach, 1690                                                                                          | D-4-72-115-12 Wikidata | weitere Bilder |

### Sachsendorf
| Lage                         | Objekt                              | Beschreibung                                                                          | Akten-Nr.              | Bild |
| ---------------------------- | ----------------------------------- | ------------------------------------------------------------------------------------- | ---------------------- | ---- |
| Brameräcker (Standort)       | Feldkapelle                         | Satteldachbau mit rundbogigem Eingang, 19. Jahrhundert; mit Ausstattung               | D-4-72-115-17 Wikidata | BW   |
| Nähe Schloßstraße (Standort) | Brauhaus des abgegangenen Schlosses | zweigeschossiger, massiver und verputzter Walmdachbau mit geohrtem Türrahmen, um 1776 | D-4-72-115-26          | BW   |
| Schloßstraße 1 (Standort)    | Ehemaliger Gasthof                  | Zweigeschossiger, traufständiger Halbwalmdachbau, 18. Jahrhundert                     | D-4-72-115-15 Wikidata | BW   |
| Schloßstraße 3 (Standort)    | Wohnhaus                            | Zweigeschossiger Walmdachbau, 18. Jahrhundert                                         | D-4-72-115-16          | BW   |

### Zochenreuth
| Lage                                                       | Objekt                 | Beschreibung                                                                               | Akten-Nr.              | Bild |
| ---------------------------------------------------------- | ---------------------- | ------------------------------------------------------------------------------------------ | ---------------------- | ---- |
| In Zochenreuth (Standort)                                  | Ehemalige Zehntscheune | Doppelscheune in Haustein- und Fachwerkkonstruktion, Satteldach, zwei Schiebetore, um 1600 | D-4-72-115-22 Wikidata | BW   |
| In Zochenreuth, vor der ehemaligen Zehntscheune (Standort) | Kruzifix               | Holz, mit Überdachung, um 1900                                                             | D-4-72-115-22 Wikidata | BW   |

### Keinem Gemeindeteil zugeordnet
| Lage            | Objekt    | Beschreibung                                                                      | Akten-Nr.     | Bild |
| --------------- | --------- | --------------------------------------------------------------------------------- | ------------- | ---- |
| Gutholzäcker () | Bildstock | Sandsteinpfeiler mit vierseitigem laternenförmigem Aufsatz und Reliefs, bez. 1848 | D-4-72-115-23 |      |